# Scheloribates multirepetitus
Scheloribates multirepetitus är en kvalsterart som beskrevs av Subías 2004. Scheloribates multirepetitus ingår i släktet Scheloribates och familjen Scheloribatidae. Inga underarter finns listade i Catalogue of Life.